# SLPM 17700
Az alábbi lista tartalmazza az SLPM 17700-as katalógusszám szerinti magyarországi hanglemez megjelenéseket. Ez a lista az 1982 és 1984 között megjelent hanglemezeket tartalmazza.
| Katalógusszám    | Év   | Formátum | Label   | Előadó                | Cím                                |
| ---------------- | ---- | -------- | ------- | --------------------- | ---------------------------------- |
| SLPM 17710       | 1982 | LP       | Pepita  | Hacki Tamás           | Különkiadás                        |
| SLPM 17714       | 1983 | LP       | Pepita  | Darvas Iván           | Összegyűrt szavak                  |
| SLPM 17748       | 1983 | LP       | Start   | Kft                   | Üzenet a Liftből/A fodrász         |
| SLPM 17750       | 1983 | LP       | Start   | A.E.Bizottság         | Kalandra fel!                      |
| SLPM 17753       | 1983 | LP       | Pepita  | Halász Judit          | Helikoffer                         |
| SLPM 17754       | 1983 | LP       | Favorit | HBB                   | Még élünk                          |
| SLPM 17760       | 1983 | LP       | Pepita  | Tolcsvay László       | Várd ki az időt                    |
| SLPM 17761       | 1983 | LP       | Start   | Nagy Feró és a Bikini | Hova lett…                         |
| SLPM 17762       | 1983 | LP       | Start   | Pandora's Box         | Kő kövön                           |
| SLPM 17765       | 1983 | LP       | Pepita  | Skorpió               | Aranyalbum 1973-1983               |
| SLPM 17766       | 1983 | LP       | Pepita  | Top Hits'83           | Various (Válogatás)                |
| SLPM 17769       | 1983 | LP       | Favorit | Faragó "Judy" István  | Judy Guitar                        |
| SLPM 17770       | 1983 | LP       | Start   | P.Mobil               | Heavy Medal                        |
| SLPM 17772       | 1983 | LP       | Favorit | Korda György          | Nézz rám és énekeljünk             |
| SLPM 17773       | 1983 | LP       | Pepita  | Edda Művek            | Edda Művek 3                       |
| SLPM 17774       | 1983 | LP       | Start   | Mihály Tamás          | Szintetizátor-Varázs               |
| SLPM 17775       | 1983 | LP       | Pepita  | Szécsi Pál            | Felettünk az ég                    |
| SLPM 17776       | 1983 | LP       | Pepita  | Rohan az Idő          | Slágerek S.Nagy István Szövegeivel |
| SLPM 17777-17778 | 1983 | 2LP      | Pepita  | Omega                 | Jubileumi koncert                  |
| SLPM 17788       | 1983 | LP       | Pepita  | Neoton Família        | Neoton Família                     |
| SLPM 17790       | 1983 | LP       | Favorit | Komár László          | Halványkék szemek                  |
| SLPM 17791       | 1984 | LP       | Start   | Prognózis             | Előjelek                           |
| SLPM 17797       | 1983 | LP       | Start   | P.R.Computer          | P.R.Computer                       |
| SLPM 17798       | 1983 | LP       | Pepita  | R-Go                  | R-Go                               |
| SLPM 17799       | 1983 | LP       | Pepita  | 100 Folk Celsius      | Ohio                               |

## Lásd még
- Hungaroton
- Hanglemez
- Dorogi hanglemezgyár
- SLPX 17900
- SLPM 17900
- SLPM 17800
- SLPX 17800